# Pycnopsyche circularis
Pycnopsyche circularis là một loài Trichoptera trong họ Limnephilidae. Chúng phân bố ở miền Tân bắc.